# Иванов, Валерий Николаевич (хоккейный тренер)
Валерий Николаевич Иванов (21 августа 1947 — 24 июня 2025) — советский и российский тренер по хоккею с шайбой.
Воспитанник куйбышевского хоккея («Восход»). Закончил Волгоградский институт физкультуры. Играл на позиции защитника в командах Новокузнецка, Новосибирска, Куйбышева, Череповца.
Работал тренером в командах СКА Куйбышев (1972—1974 — юношеская команда, 1974—1978 — второй тренер команды мастеров), «Кристалл» Саратов (1978—1982 — второй тренер), «Ижсталь» Ижевск (1982—1987, 1990—1992 — тренер и главный тренер; в сезоне 1984/85 команда повторила своё лучшее достижение — девятое место в чемпионате), «Спутник» Нижний Тагил (1987—1990 — главный тренер; 2002—2004).
В 1992—1994 — тренер в ЦСК ВВС Самара, в сезоне 1994/95 провёл 15 матчей в качестве главного тренера.
Руководил детско-юношеской хоккейной школой ЦСК ВВС.